# AIPS Awards
Die AIPS Sport Media Awards sind eine internationale Auszeichnung für Sportmedien und werden regelmäßig seit 2018 vom internationalen Verband für Sportjournalisten (kurz: AIPS) verliehen. Die Auszeichnung ist pro Kategorie mit 13.000 US-Dollar dotiert. Die AIPS Awards gelten als die höchste internationale Auszeichnung für Sportjournalisten.

## Geschichte
Im Jahr 2015 verlieh die AIPS zum ersten Mal einen internationalen Preis für Sportjournalisten und -Medien unter dem Namen Sport Media Pearl Awards. Die Preisverleihung fand in Abu Dhabi statt, unter anderem wurde der deutsche TV-Journalist Hajo Seppelt in der Kategorie Video documentary für seinen Film Geheimsache Doping: Im Schattenreich der Leichtathletik und in der Kategorie Best investigative reporting ausgezeichnet. Im Jahr 2018 entschied die AIPS eine Neuauflage der Preisverleihung unter dem neuen Namen AIPS Sport Media Awards, die am 22. Januar 2019 in Lausanne verliehen wurden. Die Preisverleihung wurde in über 120 Länder live gestreamt und findet an jährlich wechselnden Orten statt. 2020 fand die Preisverleihung in Budapest statt. Wegen der Corona-Pandemie wird die Gala 2021 nur online stattfinden.

## Modus
Die Ausschreibung des AIPS Sport Media Awards richtet sich an alle sportjournalistisch tätigen Personen. Somit sind nicht nur etablierte Massenmedien, sondern auch Blogs zugelassen. So erhielt beispielsweise der österreichische Blog zur Radiosendung Momente des Sports eine Nominierung als Best Weblog 2015. Für den 2019 vergebenen Award erreichten die AIPS über 1.200 Beiträge aus 119 Ländern. Eine zwölfköpfige internationale Jury nominierte letztlich zehn Beiträge in acht Kategorien. Eine Top drei wurde dann zur Preisverleihung nach Lausanne eingeladen.

## Preisträger
2018
- Photo (Action): 1. Preis Vincent Riemersma (PZC), 2. Preis Alexey Filippov (Sputnik), 3. Preis Norbert Schmidt (Sports Photo)
- Photo (Portfolio): 1. Preis Adam Pretty (Getty Images), 2. Preis Xu Liu (Xinhua News Agency), 3. Preis Patrick B. Kraemer (Magicpbk)
- Writing (Best Column): 1. Preis Igor Rabiner (Sport-Express), 2. Preis Oliver Brown (The Daily Telegraph), 3. Preis Dumitru Graur (Sport in Romania)
- Writing (Best Colorpiece): 1. Preis José Ignacio Pérez Hernández (MARCA), 2. Preis Antje Windmann (Der Spiegel), 3. Preis Christof Gertsc, Mikael Krogerus (Das Magazin, Tamedia)
- Audio: 1. Preis Pirmin Styrnol, Jürgen Schmidt (SWR2), 2. Preis Aaron Kearney (ABC Radio), 3. Preis Dario Ricci (Radio24 IlSole24Ore)
- Video (Athletes Profile): 1. Preis Diego Hurtado de Mendoza, Greg Groggel, Peter Berg (Olympic Channel), 2. Preis Emanuela Audisio (3D Produzioni), 3. Preis Anthony Audureau (Demain Dakar)
- Video (Documentary): 1. Preis Emanuela Audisio (3D Produzioni), 2. Preis Dan Goldberg (Mint Pictures), 3. Preis He Zhu (CCTV and Beijing SDT Media Co., Ltd)
- Journalistic Weblog: 1. Preis Yin Ma (We Love Volley), 2. Preis Nick Butler (Insidethegames.biz), 3. Preis Ubaldo Scanagatta (Ubitennis.com)
- Sonderpreis: Michael Kuhn für sein Lebenswerk[9], Anas Arameyaw Anas in der Kategorie Investigative Reporting[10]

2019
- Photo (Action): 1. Preis Juan Arboleda (AFP), 2. Preis Zhuang Wu (XINHUA), 3. Preis Ganbat Chuluunbaatar (MONGOLIAN SPORTS PRESS UNION)
- Photo (Portfolio): 1. Preis Roman Vondrouš (Czech News Agency), 2. Preis Adam Pretty (GETTY IMAGES), 3. Preis Sergey Kivrin (Azerbaijan Airlines Magazine)
- Writing (Best Column): 1. Preis Prajwal Oli (The Kathmandu Post, Nepal) 2. Preis Carlos Matallanas (AS), 3. Preis Sebastian Ignacio Torok (Diario La Nacion de Argentina)
- Writing (Best Colorpiece): 1. Preis Suzanne Wrack (The Guardian), 2. Preis Jeremy Wilson (The Daily Telegraph), 3. Preis Zahra Aliee (90tv.ir)
- Audio: 1. Preis Bob Hohler (Boston Globe), 2. Preis Tracey Holmes (ABC), 3. Preis Ronny Blaschke (Deutschlandfunk)
- Video (Athletes Profile): 1. Preis Matthew Allen (NBC Sports Group), 2. Preis Ben Unger (Norddeutscher Rundfunk), 3. Preis Claus Frederiksen (Nordisk Film Cinemas, TV 2 sport Denmark)
- Video (Documentary): 1. Preis Stuart Pollitt (BBC), 2. Preis Stan Grant (Lorton Entertainment), 3. Preis Jack Felling (NBC Sports Network)
- Video (Short feature video): 1. Preis Andrew Leibman (Leibman Production), 2. Preis Marissa Boyajian (NBC Sports), 3. Preis Basile Roze (Olympic Channel)
- Young Reporters (writing): Mažvydas Laurinaitis (Tv3.lt)
- Young Reporters (Broadcasters): Hamza Ait Messaoud (Athletics Management)
- Young Reporters (Photo): Mattia Ozbot (Mattia Ozbot Photography)